# Copa d'Europa d'hoquei sobre patins femenina 2008-2009
La Copa d'Europa d'hoquei sobre patins femenina 2008-09 fou la tercera edició de la competició. Se celebrà des del 28 de febrer fins al 9 de maig de 2009 i fou organitzada pel Comitè Europeu d'hoquei sobre patins. Hi participaren catorze clubs de les principals lligues europees, destacant la participació de dos equips de la Lliga catalana, el CP Voltregà, vigent campió, i el Dyser-Totgraf Igualada. La fase final es disputà al Patinoire Milou Ducourtioux de Coutras el 8 i 9 de maig de 2009.
Per primera vegada a la seva història, la competició adoptà un model més comú als patrons ja utilitzats en competicions europeus en categoria masculina com per exemple, la renúncia a una seu del torneig. Tot i mantenir el format de final a quatre, alguns canvis giraren al voltant de la idea de donar prevalença a l'eliminatòria a doble partit en detriment de la lligueta.

## Clubs participants
- Bassano Hockey
- Biesca Gijón HC
- RSC Cronenberg
- RHC Diessbach
- TUS Düsseldorf-Nord
- US Coutras
- CRESH Eboli
- Dyser-Totgraf Igualada
- HC Marco
- Juventus Montreux
- CS Noisy le Grand
- SPV Viareggio
- CP Voltregà
- RSV Weil am Rhein

## Competició

### Eliminatòria prèvia
| Equip 1           | Global     | Equip 2             | Anada | Tornada |
| ----------------- | ---------- | ------------------- | ----- | ------- |
| CS Noisy Le Grand | [ Nota 1 ] | CRESH Eboli         | —     | —       |
| US Coutras RH     | 17-2       | RHC Diessbach       | 10-0  | 7-2     |
| RSC Cronenberg    | 13-14      | SPV Viareggio       | 5-8   | 8-6     |
| Dyser Igualada    | 6-2        | TUS Düsseldorf-Nord | 3-0   | 3-2     |
| RSV Weil am Rhein | 7-14       | Bassano Hockey      | 3-5   | 4-9     |
| Juventus Montreux | 6-5        | HC Marco            | 4-3   | 2-2     |

### Quarts de final
Els quarts de final es disputaren el 4 i 25 d'abril de 2009, amb la participació dels equips classificats de l'eliminatòria prèvia i els dos representants de l'OK Lliga, el CP Voltregà i el Biesca Gijón HC. Es classificaren per a la fase final, el CP Voltregà, l'US Coutras RH, el Dyser-Totgraf Igualada i el Biesca Gijón HC.
| Equip 1                | Global | Equip 2        | Anada | Tornada |
| ---------------------- | ------ | -------------- | ----- | ------- |
| CS Noisy Le Grand      | 3-7    | CP Voltregà    | 2-4   | 1-3     |
| Juventus Montreux      | 7-9    | US Coutras RH  | 5-4   | 2-5     |
| Dyser-Totgraf Igualada | 9-2    | Bassano Hockey | 5-0   | 4-2     |
| Biesca Gijón HC        | 13-3   | SPV Viareggio  | 6-1   | 7-2     |

#### Anada
| 4 d'abril de 2009 | CS Noisy Le Grand | 2-4     | CP Voltregà | Noisy-le-Grand |  |
|                   |                   | Notícia |             |                |  |

| 4 d'abril de 2009 | Juventus Montreux | 5-4     | US Coutras RH | Montreux |  |
|                   |                   | Informe |               |          |  |

| 4 d'abril de 2009 | Dyser-Totgraf Igualada                   | 5-0     | Bassano Hockey | Igualada |  |
|                   | Gil 3', 32', 37' · Díez 22' · Ivonne 31' | Notícia |                |          |  |

| 4 d'abril de 2009 | Biesca Gijón HC | 5-0     | SPV Viareggio | Gijón                       |  |
|                   |                 | Informe |               | Pavelló d'Esports Mata-Jove |  |

#### Tornada
| 25 d'abril de 2009 | CP Voltregà | 3-1     | CS Noisy Le Grand | Sant Hipòlit de Voltregà    |  |
|                    |             | Informe |                   | Pavelló Oliveras de la Riva |  |

| 25 d'abril de 2009 | US Coutras RH | 5-2     | Juventus Montreux | Coutras |  |
|                    |               | Informe |                   |         |  |

| 25 d'abril de 2009 | Bassano Hockey | 2-4     | Dyser-Totgraf Igualada | Bassano del Grappa |  |
|                    |                | Informe |                        |                    |  |

| 25 d'abril de 2009 | SPV Viareggio | 2-7     | Biesca Gijón HC | Viareggio |  |
|                    |               | Informe |                 |           |  |

## Fase final

### Quadre de competició
|  | Semifinals             | Semifinals  |                     |       | Final | Final |
|  |                        |             |                     |       |       |       |
|  | 8 de maig 19:00 CET    |             |                     |       |       |       |
|  |                        |             |                     |       |       |       |
|  | Biesca Gijón HC        | 1           |                     |       |       |       |
|  | Biesca Gijón HC        | 1           | 9 de maig 21:00 CET |       |       |       |
|  | Dyser-Totgraf Igualada | 0           |                     |       |       |       |
|  | Dyser-Totgraf Igualada | 0           | Biesca Gijón HC     | 0 (1) |       |       |
|  | 8 de maig 21:00 CET    |             | Biesca Gijón HC     | 0 (1) |       |       |
|  |                        | CP Voltregà | 0 (0)               |       |       |       |
|  | US Coutras             | CP Voltregà | 0 (0)               | 3     |       |       |
|  | US Coutras             |             |                     | 3     |       |       |
|  | CP Voltregà            | 5           |                     |       |       |       |
|  | CP Voltregà            | 5           | Tercer i quart lloc |       |       |       |
|  |                        |             |                     |       |       |       |
|  | 9 de maig 19:00 CET    |             |                     |       |       |       |
|  |                        |             |                     |       |       |       |
|  | US Coutras             | 3           |                     |       |       |       |
|  | US Coutras             | 3           |                     |       |       |       |
|  | Dyser-Totgraf Igualada | 1           |                     |       |       |       |

### Semifinals

#### Biesca Gijón HC vs Dyser Igualada
A la primera semifinal, el Biesca Gijón HC guanyà per la mínima al Dyser-Totgraf Igualada per 1 a 0, amb un gol de Luciana Agudo. El club asturià es classificà per a la seva tercera final consecutiva. 
| Biesca Gijón HC | 1‐0     | Dyser-Totgraf Igualada |
| --------------- | ------- | ---------------------- |
| Agudo 32'       | Notícia |                        |

#### US Coutras vs CP Voltregà
A la segona semifinal, el CP Voltregà guanyà a l'US Coutras RH per 5 a 3, destacant els quatre gols realitzats per Cristina Barceló. El club osonenc es classificà per a la seva segona final consecutiva
| US Coutras                 | 3‐5     | CP Voltregà                            |
| -------------------------- | ------- | -------------------------------------- |
| Leborgne 1', 1' · Fort 28' | Notícia | Romero 3' · Barceló 10', 16', 27', 28' |

### Tercer i quart lloc
A la final de consolació, l'US Coutras RH guanyà al Dyser-Totgraf Igualada per 3 a 1 i finalitzà en tercera posició.
| US Coutras                                  | 3‐1     | Dyser-Totgraf Igualada |
| ------------------------------------------- | ------- | ---------------------- |
| Drouhet 10' · Lobourgne 13' · Laforcade 17' | Notícia | Gil 24'                |

## Final
| Biesca Gijón HC | 0‐0 (pr.) | CP Voltregà |
| --------------- | --------- | ----------- |
|                 | Notícia   |             |
| Tanda de penals |           |             |
| Lee             | 1-0       |             |

| Biesca Gijón | CP Voltregà |

| #          | Pos. | Nom             |  |
| ---------- | ---- | --------------- |  |
|            | POR  | Christina Klein |  |
|            |      | Marta Soler     |  |
|            |      | Natasha Lee     |  |
|            |      | Luciana Agudo   |  |
|            |      | Ainhoa García   |  |
|            |      | Bárbara García  |  |
| Entrenador |      |                 |  |
|            |      |                 |  |

| Campió de la Copa d'Europa 2009 |
| ------------------------------- |
| Biesca Gijón HC Segon títol     |

| #          | Pos. | Nom              |  |
| ---------- | ---- | ---------------- |  |
|            | POR  | Laia Vives       |  |
|            |      | Cristina Barceló |  |
|            |      | Carla Giudicci   |  |
|            |      | Marta Mompart    |  |
|            |      | Anna Romero      |  |
|            |      | Carla Dorca      |  |
|            |      | Maria Ferrón     |  |
| Entrenador |      |                  |  |
|            |      |                  |  |